# Jan Karol Tarło
Jan Karol Tarło herbu Topór (zm. 30 maja 1640 w Lublinie) – kasztelan wiślicki w latach 1638–1645, starosta zwoleński w latach 1618–1643, starosta olsztyński w latach 1632–1645.
Poseł na sejm koronacyjny 1633 roku, sejm 1638 roku.
W 1643 roku wyznaczony został senatorem rezydentem.